# In 't Gein bij Abcoude
In 't Gein bij Abcoude is een schilderij van de Nederlandse kunstschilder Willem Roelofs, geschilderd tussen 1870 en 1897, olieverf op linnen, 45 × 68 centimeter groot. Het toont twee vissers in een bootje op het Gein, tegen de achtergrond van een windmolen en een "Hollandse" wolkenlucht. Het werk bevindt zich sinds 1907 in de collectie van het Rijksmuseum Amsterdam.

## Context
In 1847 vertrok Roelofs vanuit Den Haag naar Brussel, om er te studeren, maar vooral ook op,zoek naar nieuwe indrukken. Via tentoonstellingen kwam hij er in contact met het werk van de Barbizonschilders, die net in die periode naam begonnen te maken met hun sobere realistische stijl en het werken  "en plein air". Roelofs was direct erg onder de indruk en reisde in 1851, 1852 en 1855 ook zelf naar Barbizon. Het leidde ertoe dat hij de romantische werkwijze waarin hij was opgeleid definitief afzwoer en overstapte op een naturalistische weergave van het landschap, zonder benadrukking van de "grootsheid der natuur". In 't Gein bij Abcoude is daarvan een van de eerste voorbeelden.

## Afbeelding
In 't Gein bij Abcoude toont een typisch Hollands polderlandschap: twee hengelaars zitten in een bootje op een kleine rivier, met op de achtergrond een windmolen bij een huis, weilanden met koeien en vooral ook een grote, wijde wolkenlucht. Het schilderij typeert Roelofs nieuwe opvattingen over de schilderkunst: in de open lucht geschilderd is het een sobere, natuurgetrouwe weergave van de werkelijkheid. In vergelijking met zijn eerdere werk Landschap bij naderend onweer (1850) is het duidelijk minder bont van kleur en ook minder anekdotisch. De nadruk licht vooral op eenvoud en atmosfeer. Alleen de toevoeging van de vissers in het bootje laat zien dat Roelofs de romantische traditie waarin hij was opgeleid nog niet helemaal de rug had toegekeerd.
Het stroomgebied van het Gein, een binnenwater dat zich door de Vechtstreek slingert, was een van Roelofs meest geliefde schilderplekken. Met name aan het einde van de jaren 1850 werkte hij veel in de polders bij Abcoude, waar hij meerdere vergelijkbare composities maakte. Het werken in de openlucht verleidde hem echter niet tot een vluchtigere werkwijze. Roelofs was een fervent amateur-entomoloog en de precisie die bij deze hobby hoorde legde hij ook aan de dag bij het bestuderen van de landschappen die hij schilderde. Het wateroppervlak en het gewas en riet eromheen zijn met groot gevoel voor detail uitgewerkt, geheel overeenkomstig met wat hij met zijn analytische ogen waarnam. Zijn exacte werkwijze leidde echter geenszins tot een klinische of afstandelijke weergave: een sfeer van weemoed overheerst, waarmee het schilderij wel wordt gezien als een der eerste emblematische werken van wat later de Haagse School zou gaan heten.

## Galerij

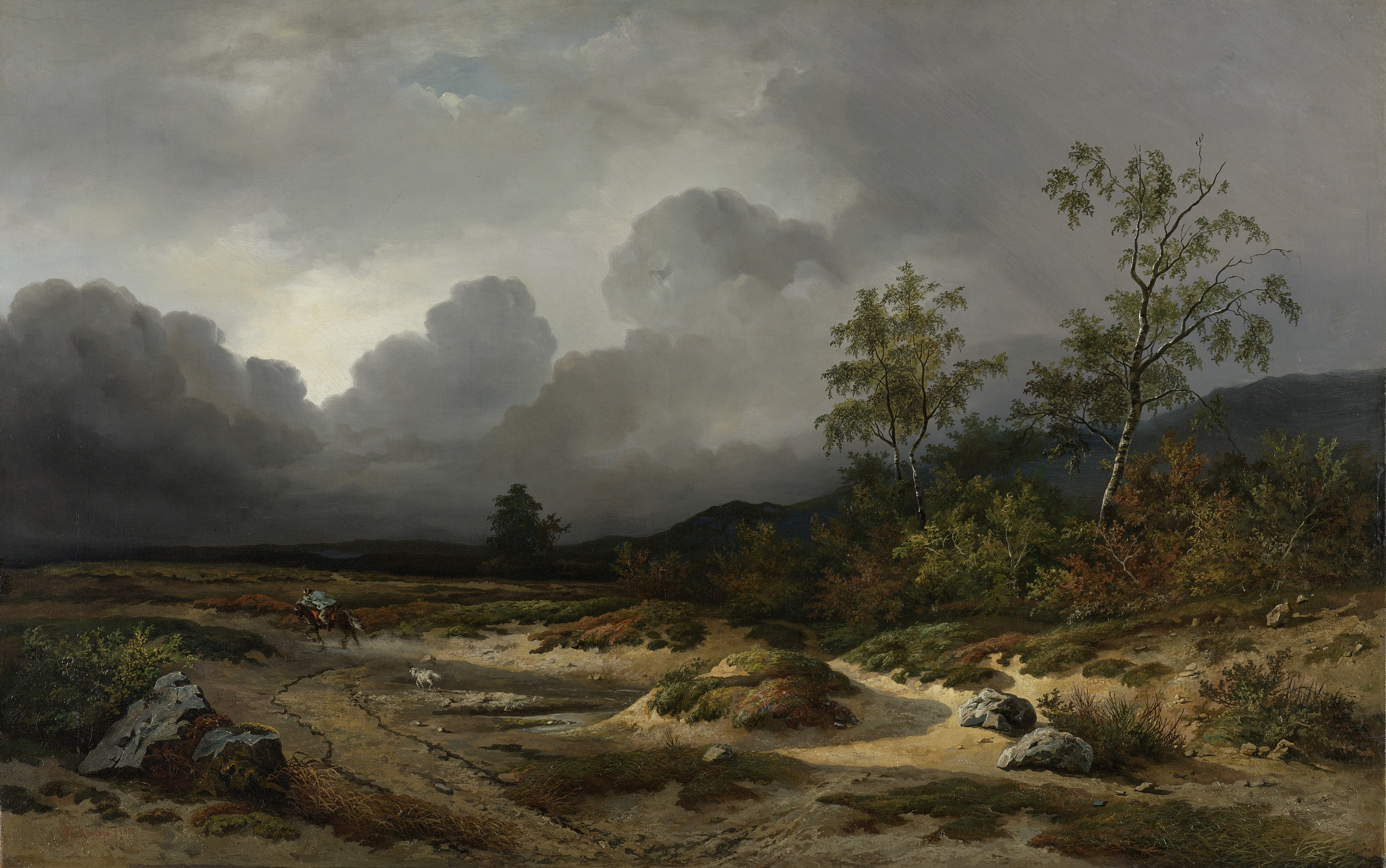
Roelofs Landschap bij naderen onweer, 1850, nog duidelijk in een meer romantische stijl.
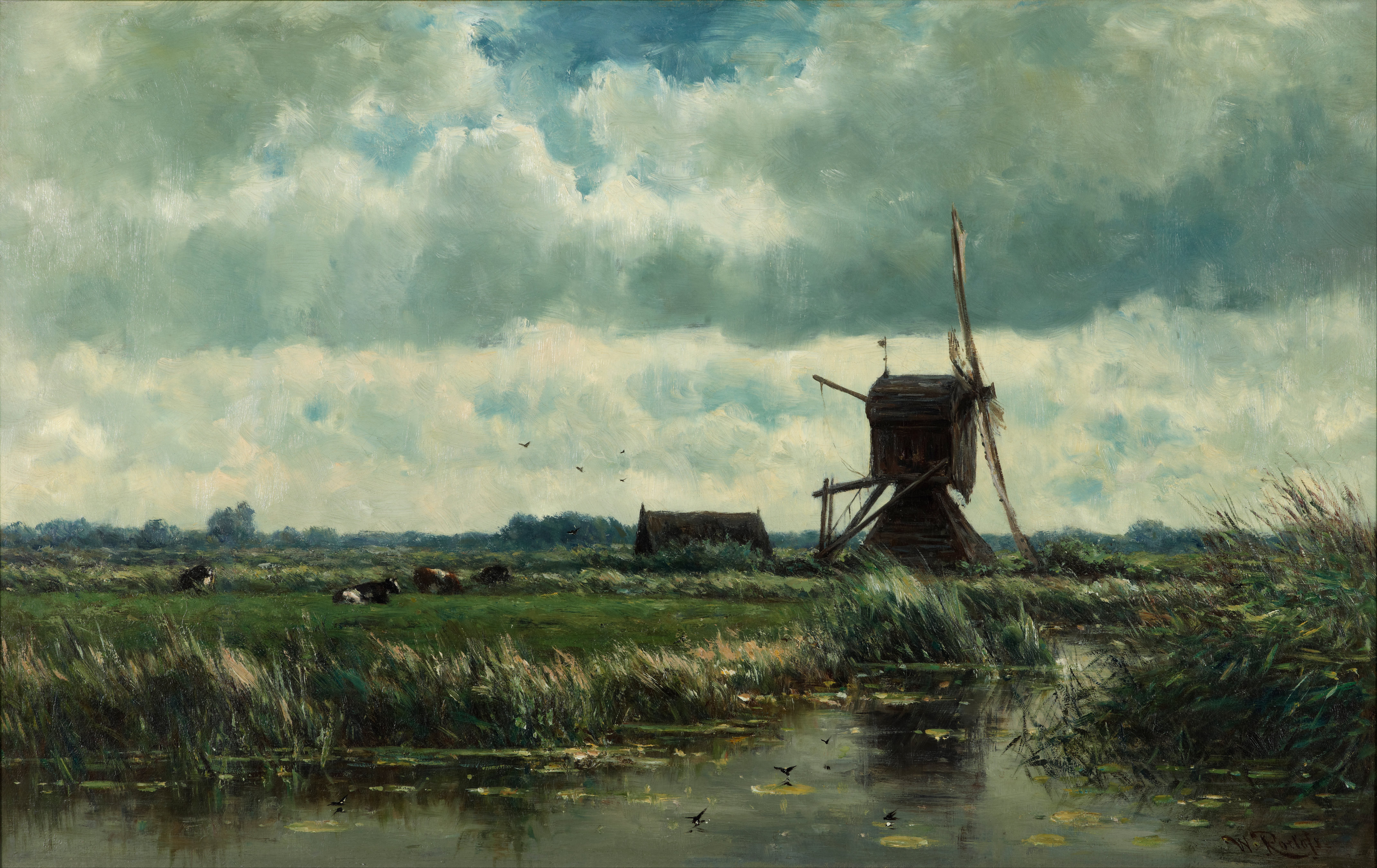
Polderlandschap met windmolen bij Abcoude, een vergelijkbare compositie, zelfde periode